# JackBoys
JackBoys ist eine Hip-Hop-Supergroup um den Rapper Travis Scott, die sich aus den Mitgliedern dessen Labels Cactus Jack Records zusammensetzt.

## Bandgeschichte
März 2017 kündigte Travis Scott an, sein eigenes Imprint auf Epic Records herauszubringen, das auf den Namen Cactus Jack Records hören sollte. Dabei gab er an keine finanziellen Interessen zu haben. Sein Ziel sei es vor allem neue Rapper bekannt zu machen und zum Erfolg zu verhelfen. 2017 hatte er mit Smokepurpp sein erstes Signing, der jedoch das Label 2019 wieder verließ.
2018 nahm das Label in einem Joint-Deal mit Interscope Records und GOOD Music den Rapper Sheck Wes unter Vertrag. Im August des gleichen Jahres folgte Don Toliver. Beide Karrieren starteten durch nachdem Scott sie als Featuring auf seinem Erfolgsalbum Astroworld (2018) prominent platzierte. Ende 2019 begann die Gruppe gestalt anzunehmen, nachdem Scott erstes Merchandising mit dem Logo auf den Markt brachte. Gleichzeitig kündigte er ein gemeinsames Album an.
Die erste Kompilation JackBoys erschien am 27. Dezember 2019 und erreichte im Nachweihnachtsgeschäft Platz 1 der Billboard 200. Neben Scott, Sheck Wes und Don Toliver befanden sich außerdem Gastbeiträge von Rosalía, Quavo, Offset, Young Thug und Pop Smoke auf dem mit sieben Tracks und einer Laufzeit von knapp 21 Minuten eher an eine EP erinnernden Album. Ausgekoppelt wurden mit Had Enough von Don Toliver featuring Quavo and Offset, einem Rosalía- und Lil Baby-Remix von Scotts Highest in the Room sowie Out West von Scott featuring Young Thug drei Singles. Daneben erreichte Gang Gang Platz 48 der Billboard Hot 100.
Am 13. Juli 2025 erschien die zweite Kompilation unter dem Titel JackBoys 2. Im Vorfeld erschien als Trailer eine Art Kurzfilm von Harmony Korine. Als neuestes Signing wurde Wallie the Sensei bekannt gegeben. Das Album erreichte erneut Platz 1 der Billboard 200.

## Diskografie

### Alben
| Jahr | Titel Musiklabel                              | Höchstplatzierung, Gesamtwochen, AuszeichnungChartplatzierungen (Jahr, Titel, Musiklabel, Platzierungen, Wochen, Auszeichnungen, Anmerkungen) | Höchstplatzierung, Gesamtwochen, AuszeichnungChartplatzierungen (Jahr, Titel, Musiklabel, Platzierungen, Wochen, Auszeichnungen, Anmerkungen) | Höchstplatzierung, Gesamtwochen, AuszeichnungChartplatzierungen (Jahr, Titel, Musiklabel, Platzierungen, Wochen, Auszeichnungen, Anmerkungen) | Höchstplatzierung, Gesamtwochen, AuszeichnungChartplatzierungen (Jahr, Titel, Musiklabel, Platzierungen, Wochen, Auszeichnungen, Anmerkungen) | Höchstplatzierung, Gesamtwochen, AuszeichnungChartplatzierungen (Jahr, Titel, Musiklabel, Platzierungen, Wochen, Auszeichnungen, Anmerkungen) | Anmerkungen                                                 |
| Jahr | Titel Musiklabel                              | DE | AT | CH | UK | US | Anmerkungen                                                 |
| ---- | --------------------------------------------- | --- | --- | --- | --- | --- | ----------------------------------------------------------- |
| 2019 | JackBoys Cactus Jack Records / Epic Records   | DE25 (4 Wo.)DE | AT5 (7 Wo.)AT | CH6 (6 Wo.)CH | UK4 a Gold · (… Wo.)UK | US1 (70 Wo.)US | Erstveröffentlichung: 27. Dezember 2019 Verkäufe: + 242.500 |
| 2025 | JackBoys 2 Cactus Jack Records / Epic Records | DE9 (… Wo.)DE | AT4 (… Wo.)AT | CH2 (… Wo.)CH | UK2 a (… Wo.)UK | US1 (… Wo.)US | Erstveröffentlichung: 13. Juli 2025                         |

### Singles
| Jahr | Titel Album                 | Höchstplatzierung, Gesamtwochen, AuszeichnungChartplatzierungen (Jahr, Titel, Album, Platzierungen, Wochen, Auszeichnungen, Anmerkungen) | Höchstplatzierung, Gesamtwochen, AuszeichnungChartplatzierungen (Jahr, Titel, Album, Platzierungen, Wochen, Auszeichnungen, Anmerkungen) | Höchstplatzierung, Gesamtwochen, AuszeichnungChartplatzierungen (Jahr, Titel, Album, Platzierungen, Wochen, Auszeichnungen, Anmerkungen) | Höchstplatzierung, Gesamtwochen, AuszeichnungChartplatzierungen (Jahr, Titel, Album, Platzierungen, Wochen, Auszeichnungen, Anmerkungen) | Höchstplatzierung, Gesamtwochen, AuszeichnungChartplatzierungen (Jahr, Titel, Album, Platzierungen, Wochen, Auszeichnungen, Anmerkungen) | Anmerkungen                                                                 |
| Jahr | Titel Album                 | DE | AT | CH | UK | US | Anmerkungen                                                                 |
| --- | --------------------------- | --- | --- | --- | --- | --- | --------------------------------------------------------------------------- |
| 2020 | Out West JackBoys           | — | AT73 (1 Wo.)AT | CH34 (2 Wo.)CH | UK— SilberUK | US38 ×3Dreifachplatin · (22 Wo.)US | Erstveröffentlichung: 21. März 2020 Verkäufe: + 3.565.000; feat. Young Thug |
| 2025 | Champain & Vacay JackBoys 2 | — | — | CH53 (1 Wo.)CH | UK60 (1 Wo.)UK | US53 (2 Wo.)US | Erstveröffentlichung: 11. Juli 2025 mit Don Toliver                         |
| Folgende Lieder erschienen nicht als Single, wurden aber durch das Album zum Download und Streaming bereitgestellt und konnten somit eine Platzierung erlangen: |                             | | | | | |                                                                             |
| |                             | | | | | |                                                                             |
| 2020 | Gang Gang JackBoys          | — | AT59 (1 Wo.)AT | CH25 (2 Wo.)CH | UK52 (1 Wo.)UK | US48 Platin · (2 Wo.)US | Charteinstieg: 5. Januar 2020 Verkäufe: + 1.000.000; mit Sheck Wes          |
| 2020 | What to Do? JackBoys        | — | AT68 (1 Wo.)AT | CH32 (2 Wo.)CH | UK57 (1 Wo.)UK | US56 Platin · (2 Wo.)US | Charteinstieg: 5. Januar 2020 Verkäufe: + 1.040.000; feat. Don Toliver      |
| 2020 | Gatti JackBoys              | — | — | — | UK59 Silber · (2 Wo.)UK | US69 ×2Doppelplatin · (1 Wo.)US | Charteinstieg: 11. Januar 2020 Verkäufe: + 2.455.000; feat. Pop Smoke       |
| 2025 | Kick Out JackBoys 2         | — | — | CH52 (1 Wo.)CH | UK66 (1 Wo.)UK | US50 (2 Wo.)US | Charteinstieg: 18. Juli 2025                                                |
| 2025 | Dumbo JackBoys 2            | — | — | CH63 (2 Wo.)CH | UK74 (1 Wo.)UK | US54 (2 Wo.)US | Charteinstieg: 18. Juli 2025                                                |
| 2025 | 2000 Excursion JackBoys 2   | — | — | — | — | US72 (1 Wo.)US | Charteinstieg: 26. Juli 2025 mit Sheck Wes & Don Toliver                    |
| 2025 | Where Was You JackBoys 2    | — | — | — | — | US74 (1 Wo.)US | Charteinstieg: 26. Juli 2025 mit Playboi Carti & Future                     |
| 2025 | Shyne JackBoys 2            | — | — | — | — | US93 (1 Wo.)US | Charteinstieg: 26. Juli 2025 mit GloRilla                                   |

## Auszeichnungen für Musikverkäufe
| Goldene Schallplatte - Dänemark - 2021: für das Album JackBoys - 2023: für das Lied Gatti - 2025: für die Single Out West - Frankreich - 2022: für das Album JackBoys - 2022: für das Lied Gatti - 2022: für die Single Out West - Griechenland - 2021: für das Lied Gatti - Italien - 2021: für die Single Out West - 2023: für das Album JackBoys - 2023: für das Lied Gatti - Kanada - 2020: für das Album JackBoys - 2020: für das Lied What to Do? - Mexiko - 2020: für die Single Out West - Neuseeland - 2022: für das Album JackBoys - Polen - 2023: für das Album JackBoys - Portugal - 2020: für die Single Out West | Platin-Schallplatte - Griechenland - 2021: für die Single Out West - Kanada - 2020: für die Single Out West - Polen - 2023: für die Single Out West - 2024: für das Lied Gatti |

Anmerkung: Auszeichnungen in Ländern aus den Charttabellen bzw. Chartboxen sind in ebendiesen zu finden.
| Land/RegionAuszeichnungen für Musikverkäufe (Land/Region, Auszeichnungen, Verkäufe, Quellen) | Silber     | Gold       | Platin       | Verkäufe  | Quellen          |
| -------------------------------------------------------------------------------------------- | ---------- | ---------- | ------------ | --------- | ---------------- |
| Kanada (MC)                                                                                  | —          | 2× Gold2   | —            | 80.000    | musiccanada.com  |
| Dänemark (IFPI)                                                                              | —          | 3× Gold3   | —            | 100.000   | ifpi.dk          |
| Frankreich (SNEP)                                                                            | —          | 3× Gold3   | —            | 25.000    | snepmusique.com  |
| Griechenland (IFPI)                                                                          | —          | Gold1      | Platin1      | 30.000    | Einzelnachweise  |
| Italien (FIMI)                                                                               | —          | 3× Gold3   | —            | 110.000   | fimi.it          |
| Neuseeland (RMNZ)                                                                            | —          | Gold1      | —            | 7.500     | radioscope.co.nz |
| Polen (ZPAV)                                                                                 | —          | Gold1      | 2× Platin2   | 110.000   | olis.pl          |
| Portugal (AFP)                                                                               | —          | Gold1      | —            | 5.000     | Einzelnachweise  |
| Vereinigte Staaten (RIAA)                                                                    | —          | —          | 7× Platin7   | 7.000.000 | riaa.com         |
| Vereinigtes Königreich (BPI)                                                                 | 2× Silber2 | Gold1      | —            | 500.000   | bpi.co.uk        |
| Insgesamt                                                                                    | 2× Silber2 | 16× Gold16 | 10× Platin10 |           |                  |